# Sigmund Friedrich von Khevenhüller

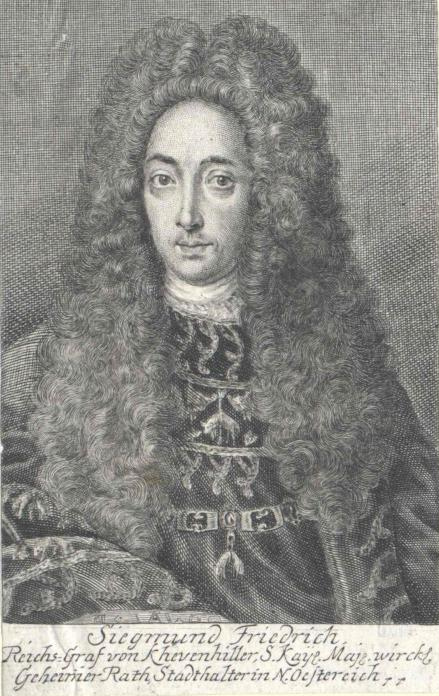
Sigmund Friedrich von Khevenhüller (1666–1742)

Sigmund Friedrich Graf von Khevenhüller (* 17. September 1666 in Klagenfurt; † 8. Dezember 1742 in Wien), auch Sigmund Friedrich Khevenhüller von Aichelberg, (ab 1725) Reichsgraf von Hohenosterwitz und Annapichl, Freiherr auf Landskron und Wernberg, war ein Kärntner Adeliger aus dem Hause Khevenhüller, der unter Kaiser Leopold I. verschiedene hohe Ämter bekleidete, darunter von 1698 bis 1712 das des Landeshauptmannes von Kärnten.

## Leben
Khevenhüller studierte in Linz, Salzburg und Prag Rechtswissenschaften und machte von 1685 bis 1690 eine ausgedehnte Kavalierstour durch fast ganz Europa. 1686 wurde er zum kaiserlichen Kämmerer ernannt und war Beisitzer im Kärntner Landrecht. Von 1692 bis zu ihrem Tod 1698 war er mit Maria Renata Eleonora Reichsgräfin von Thannhausen verheiratet. 1698 wurde er als Nachfolger des verstorbenen Franz Andrä von Orsini-Rosenberg zum Kärntner Landeshauptmann ernannt. Im Jahr darauf heiratete er in zweiter Ehe Ernestine Leopoldine Gräfin Orsini-Rosenberg, die Tochter seines Vorgängers.
1711 wurde Khevenhüller zum Statthalter von Niederösterreich ernannt und übersiedelte zu diesem Zweck nach Wien. Als Mitglied des Hofadels erhielt er noch mehrere Titel und Auszeichnungen: wirklicher geheimer Rat, Staats- und Konferenzminister, sowie Ritter des Ordens vom Goldenen Vlies. 1725 erfolgte die Erhebung in den Reichsgrafenstand mit Wappenbesserung, im gleichen Jahr erhielt er das böhmische Inkolat, 1737 wurde er in das Schwäbische Reichsgrafen-Kollegium aufgenommen.
Im Jahr 1730 kaufte Khevenhüller die Grafschaft Hardegg und wurde zu Herrn zu Prutzendorf, Riegersburg und Fronsburg, Waxenberg, Sturmberg, Hannhausen und Flädnitz sowie Hochosterwitz und Annabichl.
Khevenhüller verstarb 1742 im Alter von 77 Jahren in Wien und wurde in der Maria-Candia-Gruft der Michaelerkirche beigesetzt. Sein Sohn war Johann Joseph Khevenhüller-Metsch, der 1763 in den Fürstenstand erhoben wurde.

## Ehen und Nachkommen

### Ehen
Siegmund Friedrich I. Reichsgraf  von Khevenhüller heiratete 1693 in erster Ehe Maria Renata Reichsgräfin von Thannhausen (* 31. März 1675 Graz, † 30. August 1698) und in zweiter Ehe in Wien am 8. September 1699 Gräfin Ernestine von Orsini-Rosenberg (* 14. Mai 1683 Wien, † 3. Oktober 1728 ebenda), eine Tochter des Reichsgrafen Franz Andrä von Orsini-Rosenberg Freiherr auf Lerchenau und Grafenstein (* 5. April 1653 Klagenfurt, † 28. März 1668) Landeshauptmann und Erblandhofmeister in Kärnten und der Amalie Theodora Reichsgräfin von Löwenstein-Wertheim-Rochefort;

### Kinder
Aus erster Ehe
- Rosina, (* 22. April 1694, † 13. März 1759); heiratet in Wien am 28. April 1714 Graf Johann Josef von Wurmbrand-Stuppach  (* 4. Mai 1688, † 21. Dezember 1750)
- Maria Ernestina, (* 10. April 1696, † jung)
- Maria Aloysia, (* 4. August 1698, † jung)

Aus 2. Ehe:
- Maria Anna, (* 25. März 1705 Klagenfurt, † 4. Oktober 1764 Wien), begraben in Brünn; heiratet in Mikulov (Nikolsburg), am 2. September 1725  Karl Maximilian 6. Fürst von Dietrichstein-Proskau (* 28. April 1702 Brno (Brünn), † 24. Oktober 1784 Mikulov (Nikolsburg))
- Johann Joseph, 1. Fürst von Khevenhüller-Metsch, (* 3. Juli 1706 Klagenfurt, † 18. April 1776 Wien); heiratet in Wien am 22. November 1728 Gräfin Karolina von Metsch (* 26. Jänner 1706 Wien, † 16. April 1784 Wien), eine Tochter des Grafen Johann Adolph von Metsch und der Gräfin Maria Ernestina von und zu Aufsess.
- Johann Franz, Bischof von  Wiener-Neustadt (1734–1740), (* 22. November 1707 Klagenfurt, † 2. April 1762 Augsburg)
- Johann, (* 1. März 1710 Klagenfurt, † 11. Juli 1775 Augsburg)